# Евгени Головински
Евгени Викторов Головински е български биохимик, академик, чийто основни приноси са свързани със създаването на нови методи за синтез на биологично значими групи органични съединения, предимно биологичноактивни вещества, както и изясняването на биохимичните механизми на действие на лекарствени средства.

## Биография
Роден е на 18 март 1934 г. в Бургас. През 1957 г. завършва органична химия в Софийския университет „Св. Кл. Охридски“. Под ръководството на чл. кор. Александър Спасов разработва докторска теза, която защитава през 1961 г. След това е назначен за асистент в кагедра „Медицинска химия“ в Медицинския университет в София. От 1966 г. работи в Централната биохимична лаборатория на БАН. Защитава дисертация за „Доктор на химическите науки“ през 1977 г. Избран е за член-кореспондент на БАН през 1989 г. и за академик през 1997 г. Специализира в Пастьоровия институт в Париж и в университетите в Мюнстер и Есен в Германия.
Преподавател в български и чуждестранни университети, доктор хонорис кауза на Софийския университет. Автор е на множество учебници и монографии.
Сътрудник на ДС, II главно управление, 5 отдел, 3 отделение, II главно управление, 3 отдел, 2 отделение (агент Юрий и Ернст), обявен с Реш. № 110/ 09.02.2010 г. на КРДОПБГДСРСБНА.
Головински е и научен ръководител на Научноинформационния център на БАН Българска енциклопедия, както и главен редактор е на широко популярната българска еднотомна енциклопедия „Българска енциклопедия А-Я“. Председател е на Съвета за издателска дейност на БАН (1993 – 1997), член на Управителния съвет на БАН (1991 – 1994), член на СНС по Биохимия биофизика и молекулярна биология при ВАК (1985 – 2007), председател на СНС по фармация при ВАК (1991 – 2010), член на Съвета на НАОА към Министерски съвет (1997 – 2000), председател (1998 – 2001) и почетен председател (от 2001) на Хумболтовия съюз в България, председател на Федерацията за разпространение на научни знания (1990 – 2005), член на УС на Фондация „Еврика“, член на Почетния борд на Нов симфоничен оркестър, София (1999) и др.
Основните му научни интереси са в областта на медицинската химия. Създава оригинален метод за получаване на противотуморния препарат „Циплатан“. В сътрудничество с германски учени изяснява фармакобиохимията и механизма на действие на противотуморния препарат „Ендоксан“ (циклофосфамид) и на редица инхибитори на глюкуронозилтрансферазите – промишлени отрови, фунгициди, хербициди, инсектициди, танини и хранителни добавки.
За своите научни и обществени заслуги е носител на:
- Орден „Св. Св. Кирил и Методий“ първа степен (2008)
- Немския орден „Федерелен кръст за заслуги на лента“ (Bundesverdienstkreuz am Bande, 2001)
- Медал „Св. Климент Охридски“ (1999)
- Почетен знак „Проф. Марин Дринов“ на БАН (1999)
- Медал „Проф. Марин Дринов“ на лента, БАН (2004)
- Юбилеен медал на Университета в Хале, Германия (1994)
- Почетен гражданин на Бургас (2000)
- Почетен гражданин на Благоевград (2006)
- Доктор хонорис кауза на СУ „Св. Климент Охридски“
- Доктор хонорис кауза на Медицинския университет – София.[2]